# Carol Hanisch
Carol Hanisch é uma jornalista e ativista do feminismo radical. 

## Carreira
Formada em jornalismo pela Universidade Drake, se voluntariou, em 1965, no Movimento de Direito Civil do Mississippi onde percebeu a força da união em lutas de minorias contra a opressão.
É fundadora do grupo Mulheres Radicais de Nova Iorque (New York Radical Women), também editou o livro Redstockings, Feminist Revolution, publicado em 1975 e  criou o jornal Meeting Ground, um impresso que circulou de 1978 até 1992.
Uma de suas ações mais importantes foi o protesto contra o concurso Miss América em 1968. Carol foi uma das quatro mulheres, que interrompeu o processo. A tensão criada atraiu muita atenção para o Movimento de Libertação da Mulher.
Hanisch participou também de diversas outras lutas, tais como as contra o racismo, o apartheid na África do Sul, e o imperialismo americano. Seu slogan mais conhecido é o “Pessoal é Político” (The Personal is Political) em um ensaio com o mesmo nome, publicado em 1969.